# موضع أزرق
الموضع الأزرق (بالإنجليزية: Locus coeruleus)‏ هوَ نُواة في الجسر تَلعب دوراً وظيفياً فيما يتعلق بالضغط النفسي وَالفزع.